# Sys Bjerre
Sys Bjerre (Vanløse, 15 maggio 1985) è una cantante danese.

## Biografia
Nata a Vanløse, un quartiere di Copenaghen, Sys Bjerre ha raggiunto la notorietà in Danimarca con il suo singolo di debutto Malene, che ha trascorso 8 settimane in vetta alle classifiche nell'estate del 2008 ed è stato certificato triplo disco di platino per aver venduto oltre 45 000 copie. Il singolo ha preceduto l'album Gør det selv, che ha passato due settimane in cima alla classifica danese e ha venduto più di 100 000 copie, ottenendo la certificazione quintuplo disco di platino. L'album ha prodotto un secondo singolo di successo, Kegle, disco di platino in Danimarca con oltre 15 000 copie vendute.
Il secondo album di Sys Bjerre, All In, è uscito nel 2010 e ha raggiunto la quinta posizione in classifica, così come il singolo di lancio Alle mine veninder. Entrambi sono certificati disco d'oro. Il terzo album, Sys, è stato pubblicato nel 2012 con un'accoglienza più mite dal pubblico: ha raggiunto la sesta posizione, rimanendo nella top 40 per 4 settimane, mentre il singolo di lancio Sku' ha' gået hjem si è fermato al trentatreesimo posto.
In seguito al suo terzo album, Sys ha abbandonato l'etichetta Universal Music Denmark per firmare un nuovo contratto con la Sony Music Denmark, sulla quale nel 2015 pubblicherà il suo quarto album, Alle mine fejl. Il disco non ottiene il successo sperato e non compare nella classifica danese degli album più venduti.

## Discografia
- 2008 - Gør det selv
- 2010 - All In
- 2012 - Sys
- 2015 - Alle mine fejl